# Окара (місто)
Окара (урду اوکاڑہ) — місто в провінції Пенджаб , Пакистан, центр однойменного округу. Населення — 201 815 чол. (на 1998 рік). Назва міста походить від назви дерева «Окаан».

## Географія

Округ Окара.

Окара розташована на південному заході від міста Лахор. Найближче велике місто — Сахівал (раніше відомий як Монтгомері).
Місто порівняно нове, був побудований в період британського правління у джунглях Окаан. Раніше дана територія була частиною округу Монтгомері, тут був розташований великий нафтоперегінний завод з виробництва селітри. При розділі Британської Індії в Окарі залишилася текстильна і бавовняна фабрики. У 1982 році місто стало столицею створеного округу Окара.
З 1892 року Окара з'єднана з іншими містами залізничним сполученням.

## Сільське господарство
У Окарі розвинене тваринницьке виробництво, у великій кількості присутні корови, буйволи, бики, вівці та кози.

## Навчальні установи
В 2006 році в місті почав функціонувати університет — Хазрат Карманвала.